# Tufă de Veneția
Tufă de Veneția este un film românesc din 1977 regizat de Petre Bokor. Rolurile principale au fost interpretate de actorii Octavian Cotescu, Coca Andronescu, Florin Piersic, Marin Moraru, Ion Caramitru, Toma Caragiu, Dem Rădulescu.

## Distribuție
Distribuția filmului este alcătuită din:
- Virgil Ogășanu — prezentatorul

### Tase
- Octavian Cotescu — povestitorul
- George Mihăiță — Tase, fost tehnician la Direcția de Poduri și Șosele, angajat în redacția unui ziar
- Mircea Albulescu — redactorul șef
- Ovidiu Iuliu Moldovan — Luncă, noul redactor șef
- Mihai Mereuță — redactor
- Mișu Fotino — redactor (menționat Mihai Fotino)
- Dorin Dron — șef de secție
- Dan Damian — redactor
- Dumitru Chesa — redactor
- Mitică Popescu — reporterul originar din Sălaj
- Costel Constantin — șef de secție
- Sorin Gheorghiu — redactor
- Jean Lorin Florescu — redactor
- Constantin Diplan — redactor

### Înfățișarea
- Tamara Buciuceanu — Alexandrina Tuțu, femeia bătută
- Coca Andronescu — Dora Vrabete, femeia bătăușă
- Sanda Toma — judecătoarea
- Marcel Anghelescu — Țuțu, soțul Dorei
- Aristide Teică — Bibiloi, soțul Alexandrinei
- Marian Hudac — primul asesor
- George Bănică — ai doilea asesor
- Elena Sereda — o bătrână care asistă la proces
- Victoria Mierlescu — o altă bătrână care asistă la proces

### Tango
- Ana Széles — Ana Năsturaș, soția geloasă
- Florin Piersic — Florin Năsturaș, soțul Anei

### Carpeta
- Stela Popescu — tânăra, iubita tânărului
- Eugenia Popovici — Leonora, pețitoarea
- Marin Moraru — tânărul
- Tadeu Arsene — tatăl tinerei (menționat Arsene Tadeu)
- Ioana Ciomîrtan — mama tânărului
- Nelly Constantinescu — mama tinerei (menționată Neli Constantinescu)

### Petrecerea
- Amza Pellea — bunicul Lucicăi
- Tamara Crețulescu — Lucica, studentă la drept
- Ion Caramitru — Mircea, tânăr gazetar și scriitor, iubitul Lucicăi
- Rodica Popescu Bitănescu — responsabila unei gherete ITA (menționată Rodica Popescu)
- Rodica Sanda Țuțuianu — vârstnica
- Florin Vasiliu — poetul amator
- Marta Savciuc — Cocuța, cântăreața amatoare
- Irina Mazanitis — o tânără (menționată Irina Mazanitis-Fugaru)
- Cornel Vulpe — cinefilul amator
- Ica Matache — Aurelia
- Ștefan Niculescu-Cadet — unchiul Lucicăi
- Horia Căciulescu — Țuchi, dansatorul amator
- Zizi Șerban — Tanti
- Cristina Ulmeni
- Irina Răutu
- Petre Lupu — Georgică, fotograful amator
- Emil Bozdogescu

### Cana
- Toma Caragiu — directorul IBPVM
- Vali Voiculescu-Pepino — Petruța, femeia de serviciu care a spart o cană
- Zephi Alșec — directorul adjunct
- Cornel Coman — secretarul Biroului Organizației de Bază (B.O.B) al PCR
- Matei Alexandru — șeful Serviciului Personal
- Corado Negreanu — președintele sindicatului
- Ovidiu Schumacher — responsabilul cu inventarul
- Cornel Revent — șeful Serviciului Administrativ (menționat Corneliu Revent)
- Mihai Mălaimare — funcționarul administrativ

### Lumbago
- Dem Rădulescu — Haralambie Grigore, directorul unei întreprinderi
- Vasilica Tastaman — Claudia, secretara și amanta lui Haralambie
- Ileana Stana Ionescu — Cleopatra, soția lui Haralambie
- George Calboreanu jr. — „vărul de la Râmnic” al Claudiei

## Primire
Filmul a fost vizionat de 1.496.695 de spectatori în cinematografele din România, după cum atestă o situație a numărului de spectatori înregistrat de filmele românești de la data premierei și până la data de 31 decembrie 2014 alcătuită de Centrul Național al Cinematografiei.